# Reggae fusion
Sous-genres
Ska punk, reggae-pop,, tropical house, skatech, reggae rock, dancehall pop, moombahton, tropical pop,, ragga jungle
Genres associés
Euro reggae
Le reggae fusion est un genre musical de fusion de reggae qui mélange reggae-dancehall avec d'autres genres, tels que la pop, le rock, le RnB et le jazz. En plus de la caractérisation des fusions de la musique reggae avec d'autres genres, le terme est utilisé pour décrire les artistes qui passent fréquemment entre reggae et d'autres genres, notamment le hip-hop, comme Kardinal Offishall, Sean Kingston, Chux Starr et Heavy D.
Le terme est également utilisé pour décrire les artistes qui sont connus pour Deejay sur des instrumentaux qui ne sont ni reggae, ni dancehall, comme Sean Paul, Rihanna, Bruno Mars, Elephant Man, Shaggy, Beenie Man, Snow, Natasja Saad, Diana King, Delly Ranx, Dionne Bromfield et Tessanne Chin.

## Histoire

### Origines
Les artistes mélangent le reggae à d'autres genres depuis le début des années 1970, mais à l'origine, ils étaient décrits en utilisant des termes qui réunissaient les différents genres qu'ils interprétaient (par exemple, « reggae funk », « reggae pop », « reggae-disco »). Ce n'est qu'à la fin des années 1990 que le terme « reggae fusion » est inventé.
Le sous-genre est principalement issu du dancehall de la fin des années 1980 et du début des années 1990, dont les instrumentaux ou riddims contenaient des éléments des genres RnB et hip-hop. C'est pourquoi certains considèrent des artistes de dancehall tels que Mad Cobra, Shabba Ranks, Super Cat, Buju Banton et Tony Rebel comme les pionniers de la reggae fusion. Pour certains de ces artistes, dont Buju Banton, le reggae fusion devient un élément essentiel de leur carrière. Cependant, le reggae fusion peut être retracée avant le succès de ces artistes, dès la fin des années 1970 et le début des années 1980, avec des chansons telles que Pass the Dutchie, et le groupe Third World ouvre la voie, rencontrant un succès international avec des chansons telles que Now That We Found Love et Try Jah Love (en). Par conséquent, Third World peut être considéré comme les pionniers originaux du reggae fusion, ouvrant la voie à des groupes tels qu'UB40 et Steel Pulse.
Bien qu'il y ait eu quelques artistes de reggae fusion reconnus entre la fin des années 1980 et le milieu des années 1990, y compris les groupes susmentionnés ainsi que d'autres tels que Sublime, Maxi Priest, Shinehead, 311, First Light, the Police et Inner Circle, leur style de fusion des genres était subtil,. Des artistes comme Diana King, Patra, Buju Banton, Ini Kamoze, Snow et Shabba Ranks ont suivi leurs traces, créant toutefois une fusion moins subtile en mélangeant davantage un dialecte jamaïcain plus lourd ainsi que des paroles plus hardcore et sexuelles dans leurs chansons, ce qui permettra à ces artistes de connaître un grand succès, des chansons comme Informer et Here Comes the Hotstepper atteignant la première place du Billboard Hot 100, ainsi que les sommets des hit-parades du monde entier. Alors que le sous-genre commençait à prendre forme, du milieu à la fin des années 1990, les artistes sont devenus plus innovants et commencent à mélanger des genres qui n'étaient pas similaires ou typiquement associés au reggae, comme la techno et la house, ce qui a permis au sous-genre d'acquérir une audience plus distincte et de commencer à se développer. Ironiquement, cependant, l'un des principaux facteurs ayant contribué à l'essor international du sous-genre est le manque de commercialisation du dancehall, en particulier sous sa forme la plus brute, aux États-Unis.

### Croissance en Jamaïque
Le premier riddim influencé par le reggae fusion est produit en 2005 par Cordell « Skatta » Burrell, avec des deejays sur une techno instrumentale,. Le reggae fusion est désormais un élément incontournable des stations de radio jamaïcaines, en particulier Zip 103 FM, sous la forme de singles, de mixes et de remixes. Cela a conduit à la production d'un plus grand nombre de tubes de reggae fusion et à des vagues importantes dans les hit-parades dancehall en Jamaïque. L'un de ces singles, Ramping Shop (qui utilise le même instrumental que Miss Independent de Ne-Yo) de Vybz Kartel et Spice, est l'un des plus grands succès du reggae fusion en 2008, sans parler de l'un des meilleurs singles en Jamaïque cette année-là, avec un pic à la première place.

## Euro reggae
Au début des années 1990, l'évolution du reggae fusion atteint un autre style musical en Europe avec les succès mondiaux numéro un All That She Wants, The Sign, Happy Nation et Don't Turn Around de Ace of Base, E-Rotic et les Vengaboys ont également régulièrement fusionné leur style avec le reggae. Le son a souvent été appelé Euro reggae et est devenu une tendance de la musique Eurodance, y compris des chansons telles que Coco Jamboo de Mr. President, Sweet Sweet Smile de Tatjana, Help Me Dr. Dick, Ole Ole Singin' Ole Ola de Rollergirl, Bamboleo de Garcia, If You Think de Maribel Gonzalez (M:G), It's My Life de DJ BoBo, et Sex on the Beach de T-Spoon.